# Sigurd Svensson
Pour les articles homonymes, voir Svensson.
Karl Johan Sigurd Svensson (né le 27 septembre 1912 à Flen, mort le 13 janvier 1969 à Stockholm) est un cavalier suédois de concours complet.

## Carrière
Sigurd Svensson participe aux Jeux olympiques d'été de 1948 à Londres, où il finit 15e de l'épreuve individuelle et remporte la médaille d'argent de l'épreuve par équipe (avec Robert Selfelt et Olof Stahre).